# Публий Корнелий Скапула
Пу́блий Корне́лий Ска́пула (лат. Publius Cornelius Scapula; умер после 328 года до н. э.) — римский политический деятель из патрицианского рода Корнелиев, консул 328 года до н. э.
Коллегой Публия Корнелия по консульству был Публий Плавтий Прокул. В их год, по словам Тита Ливия, «не произошло ничего примечательного», за исключением вывода колонии во Фрегеллы.